# Obří skály
Obří skály (historyczna nazwa niem. Riesenfelsen lub Ammichstein, cz. Velké skály) – szczyt (góra), będący rozległą grupą skalną o wysokości 1092 m n.p.m. (podawana jest też wysokość 1081 m n.p.m. , 1081,5 m n.p.m. 1081,6 m n.p.m.  lub 1082,0 m n.p.m. ) w paśmie górskim Wysokiego Jesionika (cz. Hrubý Jeseník), w północno-wschodnich Czechach, w Sudetach Wschodnich, na Śląsku, w obrębie gminy Lipová-lázně, oddalony o około 15,7 km na północny zachód od szczytu góry Pradziad (cz. Praděd). Rozległość góry (powierzchnia stoków) szacowana jest na około 3,0 km², a średnie nachylenie wszystkich stoków wynosi około 15°.

## Historia

### Legenda związana z grupą skalną Obří skály
Z grupą skalną Obří skály związana jest legenda z olbrzymem o imieniu Amík. Według tej legendy powstanie grupy skalnej zawdzięczamy olbrzymowi Amíkowi, który podobno założył się z innym olbrzymem, o to kto z nich rzuci dalej ogromnymi blokami skalnymi. Amík rzucił skałę daleko, ale olbrzym z sąsiedztwa jeszcze dalej, więc oburzony Amík przeciął grupę skalną Obří skály na pół.

## Charakterystyka

### Lokalizacja

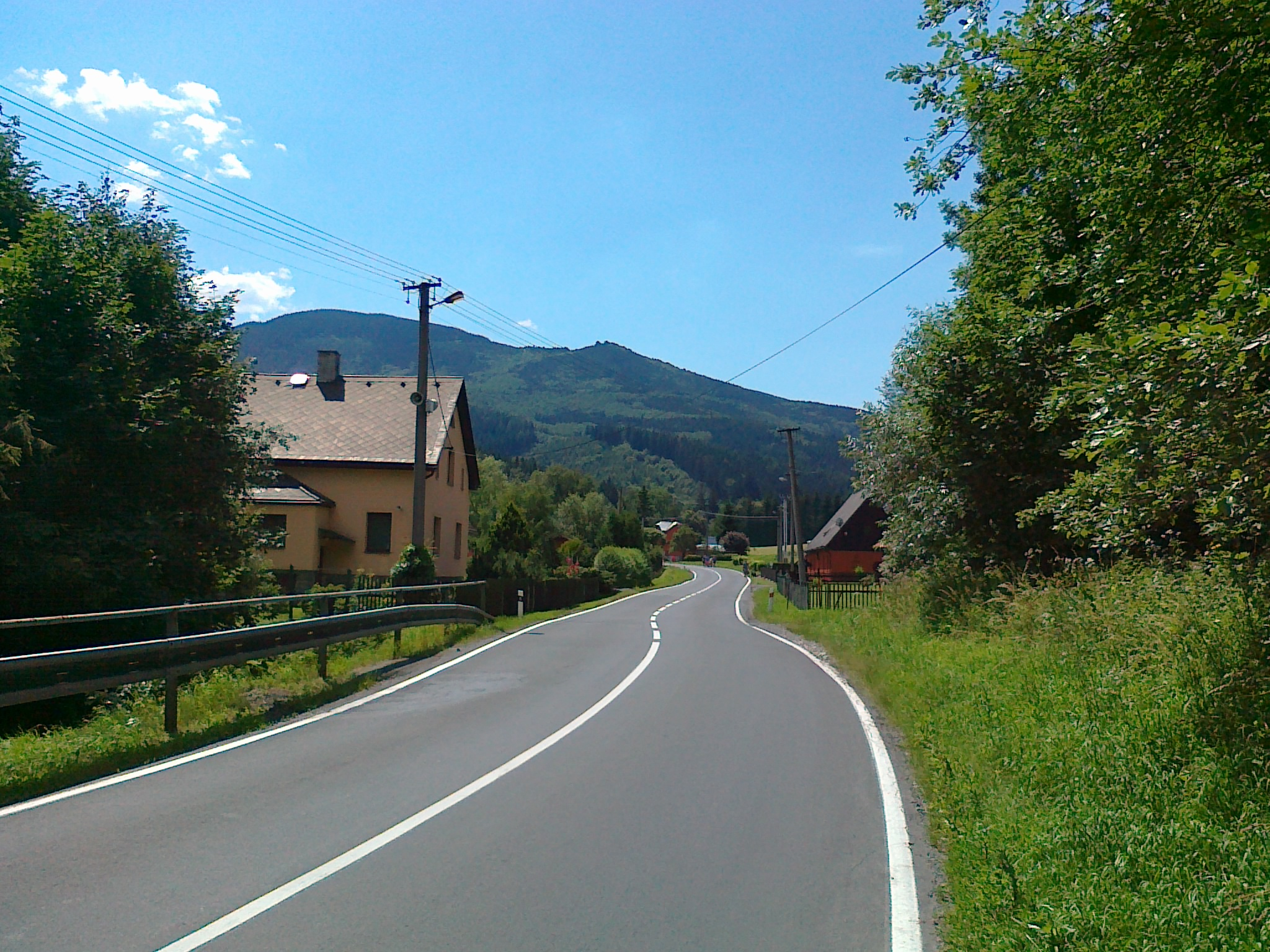
Widok na górę Obří skály z drogi nr w miejscowości Lipová-lázně (2018 rok)

Góra Obří skály położona jest w północno-zachodnim rejonie całego pasma Wysokiego Jesionika, leżąca w części Wysokiego Jesionika, w północnym obszarze (mikroregionu) o nazwie Masyw Keprníka (cz. Keprnická hornatina), a jednocześnie przy granicy z sąsiednim pasmem o nazwie Góry Złote (cz. Rychlebské hory), leżąca na bocznym, północnym ramieniu grzbietu głównego ciągnącego się od przełęczy Červenohorské sedlo do przełęczy Ramzovskiej (cz. Ramzovské sedlo). Szczytowa grupa skalna góry Obří skály jest dobrze rozpoznawalna w wachlarzu kierunków zachód – północ – wschód, gdzie jest widoczna z daleka jako przypominająca charakterystyczny „ząb” wystający ze stoku góry Šerák. Z przebiegającej blisko niej drogi nr 369 Lipová-lázně – Olšany można ją dostrzec z miejscowości Lipová-lázně. Z drogi okalającej połać szczytową góry Pradziad jest niewidoczna, przysłonięta znacznie wyższą górą Žalostná, a z innego charakterystycznego punktu widokowego – z drogi okalającej szczyt góry Dlouhé stráně jest również niewidoczna, bo przysłonięta górą Keprník. 
Górę ograniczają: od północnego zachodu i północy dolina potoku o nazwie Ramzovský potok, od północnego wschodu dolina nienazwanego potoku, będącego dopływem potoku Ramzovský potok, płynącego w żlebie o nazwie Medvědí kluzy, od południa mało wybitna przełęcz o wysokości 1085 m n.p.m. w kierunku szczytu Šerák oraz od zachodu dolina potoku Vražedný potok. W otoczeniu góry znajdują się następujące szczyty: od północy Kopřivný, od północnego wschodu Kopřivný–SV, Smrčník–Z, Smrčník (cztery ostatnie szczyty leżą w paśmie Góry Złote), Toč, Sněhulák, Strmý i Javořík, od południowego wschodu Bezový, Šumný i Šerák, od południa Šerák–JZ, od południowego zachodu Mračná hora, Černava i Ovčí vrch (2) oraz od północnego zachodu Klín, Klínec, Vápenný kopec, Mramorový vrch–JZ i Mramorový vrch (pięć ostatnich szczytów leży w paśmie Góry Złote).     

### Stoki
W obrębie góry można wyróżnić cztery następujące zasadnicze stoki :
- zachodni o nazwie Spálená stráň
- północno-zachodnie o nazwach Na výrovce, Velké oddíly
- północny o nazwie Na kamzíku
- północno-wschodni

Występują tu wszystkie typy zalesienia: bór świerkowy, las mieszany oraz las liściasty, przy czym nieznacznie dominuje zalesienie borem świerkowym. Na wszystkich stokach poza borem świerkowym, występują obszary lasu mieszanego i połacie lasu liściastego, a u podnóży stoków północno-zachodniego i północnego pojawiają się nawet łąki. Niemalże wszystkie stoki charakteryzują się znaczną zmiennością wysokości zalesienia, z występującymi polanami, przerzedzeniami i ogołoceniami. Wzdłuż głównego, łukowatego w rzucie poziomym grzbietu góry rozciągają się na kierunku południowy wschód – południowy zachód dwie znaczne grupy skalne, pierwsza szczytowa o długości około 470 m i nieco niżej – druga o długości około 475 m, przedzielone większym samotnym skaliskiem. Ponadto blisko podnóża stoku północnego znajduje się inna grupa skalna. U podnóża stoku północno-zachodniego przebiega fragmentarycznie napowietrzna linia przesyłowa prądu o napięciu 110 kV. 
Stoki mają stosunkowo jednolite i mało zróżnicowane nachylenia. Średnie nachylenie stoków waha się bowiem od 12° (stok zachodni) do 19° (stok północno-wschodni). Średnie nachylenie wszystkich stoków góry (średnia ważona nachyleń stoków) wynosi około 15°. Maksymalne średnie nachylenie stoku zachodniego, na wysokościach około 860 m n.p.m., przy grzbietowej grupie skalnej, na odcinku 50 m nie przekracza 45°. Stoki pokryte są siecią dróg oraz na ogół nieoznakowanych ścieżek i duktów. Przemierzając je zaleca się korzystanie ze szczegółowych map, z uwagi na zawiłości ich przebiegu, zalesienie oraz zorientowanie w terenie.

### Szczyt

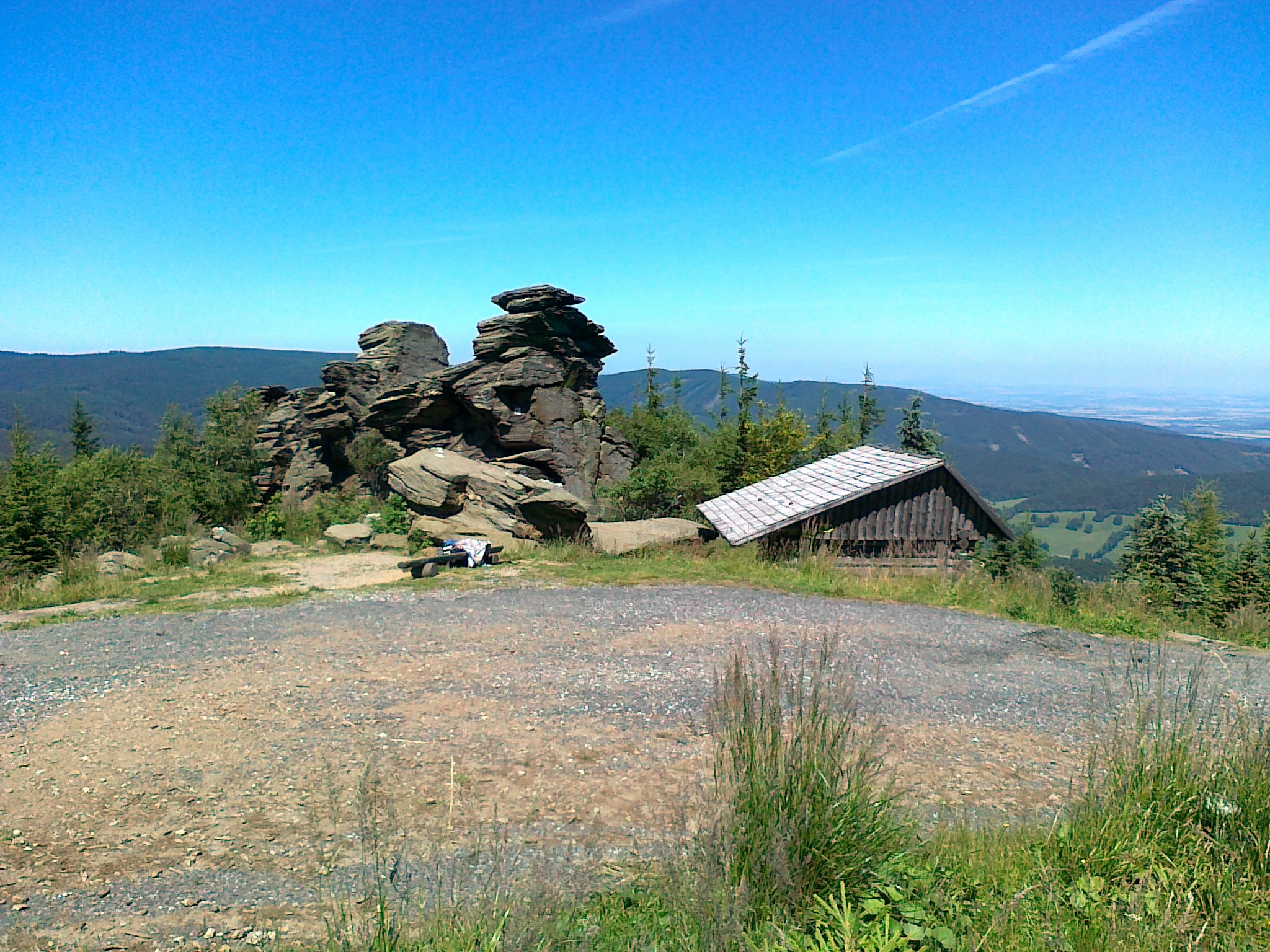
Widok ze skrzyżowania turystycznego Obří skály na skalisko szczytowe grupy skalnej Obří skály (2020 rok)

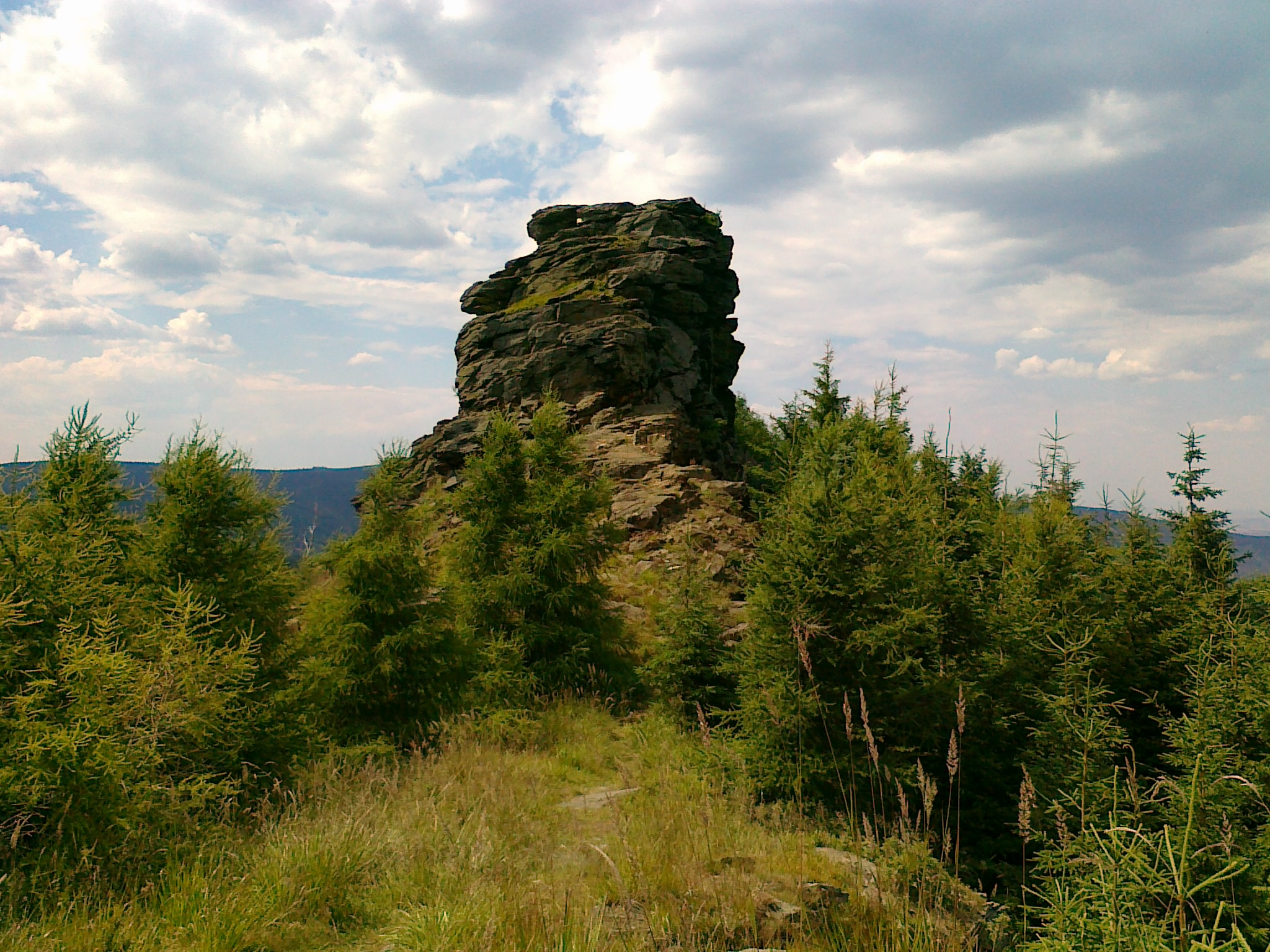
Jedno ze skalisk szczytowej grupy skalnej góry Obří skály (2018 rok)

Obří skály są górą o pojedynczym szczycie, chociaż na szczegółowych mapach w grzebieniu szczytowej grupy skalnej wyróżnia się pięć skalisk o wysokościach odpowiednio (1092, 1082, 1084, 1084 i 1041) m n.p.m.. Odkryta formacja szczytowa jest znaczną grupą skalną położoną na wysokościach około (945–1085) m n.p.m., mającą przybliżone wymiary poziome około (470 × 50) m oraz wysokość (10–16) m. Niektóre skaliska szczytowej grupy skalnej są punktami widokowymi, z rozległymi panoramami m.in. na miejscowość Jesionik (cz. Jeseník), dolinę rzeki Biała Głuchołaska (cz. Bělá), Masyw Śnieżnika (cz. Králický Sněžník) czy Góry Złote. Blisko skaliska szczytowego znajduje się skrzyżowanie turystyczne Obří skály z podaną na tablicy informacyjnej wysokością 1088 m, przy którym postawiono niewielką ławę i wiatę turystyczną. Warto dodać, że do lat 70. XX wieku formacja skalna była zarośnięta lasem, dopiero wichura powaliła drzewa i odsłoniła formację. Obecnie skaliska te powoli zarastają lasem, który z biegiem lat powiększa swoją wysokość. Na formacji szczytowej znajduje się punkt geodezyjny w postaci reperu oznaczony na mapach geodezyjnych numerem (12.), o wysokości 1081,57 m n.p.m. oraz współrzędnych geograficznych (50°11′54,08″N 17°06′03,85″E/50,198356 17,101069), oddalony o około 208 m na północny zachód od szczytu.  Państwowy urząd geodezyjny o nazwie (cz. Český úřad zeměměřický a katastrální (CÚZK)) w Pradze podaje jako najwyższy punkt góry – szczyt – o wysokości 1091,8 m n.p.m. i współrzędnych geograficznych (50°11′49,6″N 17°06′11,7″E/50,197111 17,103250).
Dojście do szczytu następuje z zielonego  i niebieskiego szlaku turystycznego  lub zielonego szlaku rowerowego , które prowadzą do skrzyżowania turystycznego o nazwie Obří skály. Ze skrzyżowania tego należy przejść orientacyjnie odcinek o długości około 30 m dochodząc w ten sposób do skaliska szczytowego.  

### Geologia
Pod względem geologicznym masyw góry Obří skály należy do jednostki określanej jako kopuła Keprníka i zbudowany jest ze skał metamorficznych, głównie: fyllitów (muskowitów), erlanów, gnejsów (biotytów), ortognejsów, mylonitów, blasto-mylonitów, łupków łyszczykowych (kwarców) i porfiroidów oraz skał osadowych głównie wapieni. W strukturze geologicznej występują również częściowo domieszki minerałów szlachetnych takich jak np.: staurolit, andaluzyt, granat czy sillimanit.

### Wody
Grzbiet główny (grzebień) góry Pradziad, biegnący od przełęczy Skřítek do przełęczy Červenohorské sedlo oraz dalej do przełęczy Ramzovskiej (cz. Ramzovské sedlo) jest częścią granicy Wielkiego Europejskiego Działu Wodnego, dzielącej zlewiska Morza Bałtyckiego i Morza Czarnego . 
Szczyt wraz ze stokami góry Obří skály położony jest na północ od tej granicy, należy więc do zlewni Morza Bałtyckiego, do którego płyną wody m.in. z dorzecza rzeki Odry, będącej przedłużeniem płynących z tej części Wysokiego Jesionika górskich potoków (m.in. płynących w pobliżu góry potoków o nazwie Ramzovský potok czy Vražedný potok). Ze stoków biorą swój początek krótkie, nienazwane potoki, będące dopływami wspomnianych wcześniej potoków Ramzovský potok i Vražedný potok. Na stoku północno-wschodnim, na wysokościach około (695–715) m n.p.m. występuje niewielki obszar bagienny. Ponadto u podnóża stoku północnego, blisko płynącego potoku Ramzovský potok i przebiegającej drogi nr 369 występuje zbliżony do owalnego staw o długości około 35 m. Z uwagi na stosunkowo łagodne nachylenia stoków, w obrębie góry nie występują m.in. wodospady czy kaskady.

## Ochrona przyrody
Szczytowa grupa skalna oraz mały fragment stoku zachodniego do wysokości około 920 m n.p.m. znajdują się w obrębie narodowego rezerwatu przyrody Šerák-Keprník (cz. Národní přírodní rezervace Šerák-Keprník), będącego częścią wydzielonego obszaru objętego ochroną o nazwie Obszar Chronionego Krajobrazu Jesioniki (cz. Chráněná krajinná oblast (CHKO) Jeseníky), a utworzonego w celu ochrony utworów skalnych, ziemnych i roślinnych oraz rzadkich gatunków zwierząt. Na stokach nie utworzono żadnych innych obiektów nazwanych pomnikami przyrody. Ponadto na obszarze góry nie wytyczono żadnych ścieżek dydaktycznych.

### Narodowy rezerwat przyrody Šerák-Keprník
Narodowy rezerwat przyrody Šerák-Keprník położony jest na wysokościach (852–1423) m n.p.m., ma powierzchnię 794,30 ha (z ochronną strefą buforową nawet 1169,83 ha) oraz został utworzony 31 grudnia 1933 roku w celu ochrony szeregu zachowanych formacji skalnych i glebowych, powstałych w wyniku surowego klimatu epoki lodowcowej, jakimi są: terasy krioplanacyjne, zręby mrozowe i tzw. tufury oraz znajdującej się na ich obszarze flory i fauny. Rezerwat jest udostępniony dla turystów. Biegną w jego obrębie szlaki zarówno turystyczne jak i szlak rowerowy oraz ścieżka dydaktyczna. Z uwagi jednak na ochronę cennego ekosystemu głębsze penetrowanie rezerwatu nie jest zalecane. 

## Turystyka
W obrębie góry nie ma żadnego schroniska lub hotelu górskiego. Góra Obří skály jest miejscem chętnie odwiedzanym przez miłośników turystyki pieszej i rowerowej. W odległości około 1,1 km na południowy wschód od szczytu, na stoku sąsiedniej góry Šerák, blisko jego szczytu znajduje się schronisko turystyczne o nazwie chata Jiřího. Na stoku tej góry, w odległości około 1,3 km na południe od szczytu góry Obří skály, zlokalizowano górną stację kolejki linowej Šerák (lanovka) na trasie Ramzová – góra Šerák. Do najbliższej miejscowości Ostružná z bazą turystyczną hoteli i pensjonatów oraz jej części Ramzová z bazą hoteli i pensjonatów jest od szczytu około 3,7 km w kierunku południowo-zachodnim, do miejscowości Lipová-lázně z bazą hoteli i pensjonatów około 3,5 km w kierunku północno-wschodnim, do miejscowości Bělá pod Pradědem z bazą pensjonatów około 6,5 km w kierunku wschodnim, a do bazy turystycznej na przełęczy Červenohorské sedlo z hotelem górskim Červenohorské Sedlo jest od szczytu około 9 km w kierunku południowo-wschodnim.
Ponadto w odległości około 690 m na północny wschód od szczytu na wysokości około 825 m n.p.m., przy niebieskim szlaku turystycznym  i zielonym szlaku rowerowym  położona jest chata o nazwie (cz. Jelenka (2)), ale nie ma ona charakteru typowego schroniska turystycznego, a którą zalicza się do tzw. chat łowieckich. 
Kluczowym punktem turystycznym jest skrzyżowanie turystyczne położone w odległości około 630 m na północny zachód od szczytu, o nazwie (cz. Pod Obřími skálami) z podaną na tablicy informacyjnej wysokością 930 m, przy którym postawiono wiatę turystyczną, oraz przez które przechodzą dwa szlaki turystyczne, szlak rowerowy i trasa narciarstwa biegowego.

### Szlaki turystyczne
Klub Czeskich Turystów (cz. Klub Českých Turistů) wytyczył dwa szlaki turystyczne na trasach:
 Lipová-lázně – góra Sněhulák – góra Strmý – góra Obří skály – góra Šerák – przełęcz Sedlo pod Keprníkem – góra Šumný – góra Točník – Filipovice
 Przełęcz Ramzovska – przystanek kolejowy Ramzová – góra Černava – Obří skály

### Szlaki rowerowe i trasy narciarskie
W obrębie góry wyznaczono dwa szlaki rowerowe na trasach:
 Adolfovice – dolina potoku Javořický potok – przełęcz Sedlo pod Javoříkem – góra Miroslav – góra Šerák – góra Obří skály – góra Černava – Ramzová – góra Klín – góra Klínec – góra Mramorový vrch – góra Kopřivný – góra Oblý vrch – góra Lví hora – góra Smrek – Luční vrch
 Horní Lipová – góra Sněhulák – góra Strmý – góra Miroslav – przełęcz Sedlo pod Javoříkem – góra Javořík – góra Javořík–SV – góra Nad Bobrovníkem – Adolfovice – dolina potoku Šumný potok – góra Dlouhá hora – góra Srnčí vrch – Orlík–SZ – góra Velké Bradlo–Z – góra Velké Bradlo – Pod Velkým Bradlem
W okresach ośnieżenia wzdłuż zielonego szlaku rowerowego  wytyczono trasę narciarstwa biegowego. W obrębie góry nie poprowadzono żadnej trasy narciarstwa zjazdowego.